# Яцинкі
Яцинкі (пол. Jacinki) — село в Польщі, у гміні Полянув Кошалінського повіту Західнопоморського воєводства.
Населення — 414 осіб (2011).

## Демографія
Демографічна структура станом на 31 березня 2011 року:
|          | Загалом | Допрацездатний вік | Працездатний вік | Постпрацездатний вік |
| -------- | ------- | ------------------ | ---------------- | -------------------- |
| Чоловіки | 195     | 42                 | 141              | 12                   |
| Жінки    | 219     | 45                 | 131              | 43                   |
| Разом    | 414     | 87                 | 272              | 55                   |